# Деревоземляная огневая точка

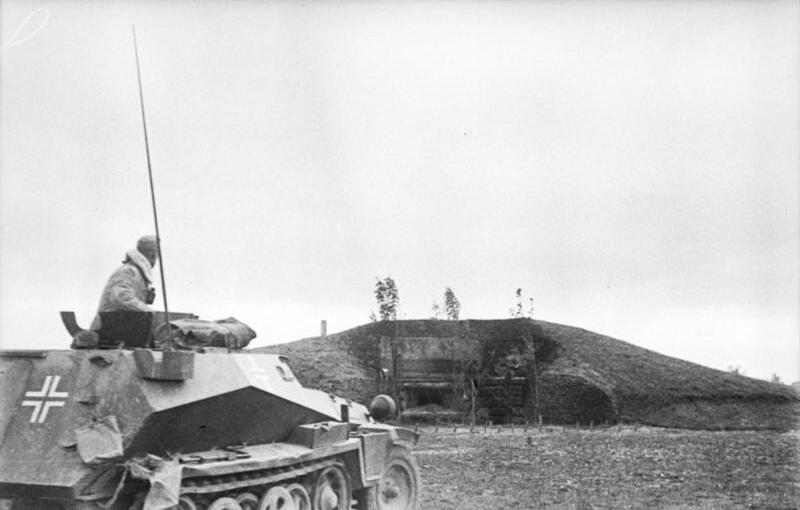
Дзот времён Великой Отечественной войны, СССР, 1941 год

Деревоземляная огневая точка (сокращённо ДЗОТ), в некоторых источниках также «долговременная замаскированная огневая точка» — полевое оборонительное фортификационное сооружение, построенное из брёвен, досок и грунта. Термин был широко распространён в 1939—1940 годах, во время советско-финской войны, а также во время Великой Отечественной войны для названия лёгких замаскированных огневых сооружений.
Основными преимуществами дзота являются возможности его быстрого и скрытного для противника возведения, при ограниченных ресурсах строительных материалов и сил.

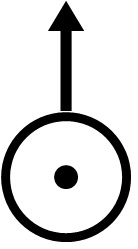
Условное обозначение дзота

## Тактическое применение
Как правило, дзоты устанавливают в местах, господствующих над местностью или имеющих сложный рельеф. Помимо этого, строительство дзотов целесообразно на наиболее вероятных направлениях атак противника.
Один-два скрытых пулемёта, открывающих огонь с близкого расстояния, дают эффект внезапности, внося в ряды наступающих сумятицу и панику. При этом расчёт дзота находится в укрытии.
Дзот может быть как одиночным, так и входить в систему полевого (временного) укреплённого района. В этом случае дзоты располагают на местности с возможностью взаимной огневой поддержки друг другом, путём пересечения секторов их обстрела.

## Конструкция
Дзот обычно сооружается как укреплённая срубом или досками не полностью заглублённая земляная выработка, перекрываемая накатом из брёвен. На крыше оборудуется воздуховод для отвода пороховых газов.
В стороне, обращённой к неприятелю, устраивается амбразура для ведения огня. Для этого сколачивается из досок или жердей короб, в виде раструба с заданным углом обстрела. Непосредственно вокруг амбразуры оставляется плоская вертикальная стена самого дзота, не покрываемая грунтом. Амбразура устраивается на некоторой высоте от уровня местности, часто место непосредственно перед ней покрывают грунтовой засыпкой для формирования ската. Амбразура нередко оборудуется откидывающимся наружу защитным щитом. Дзот может иметь несколько амбразур, в том числе для организации круговой обороны. В более поздних конструкциях сверху амбразур также устанавливались противогранатные щиты или сетки.
Для затруднения его обнаружения и уничтожения противником дзот максимально маскируется под окружающую местность. Для этого сверху дзот покрывается грунтовой засыпкой, на которой с помощью дёрна восстанавливается растительный покров.
Укомплектовывается, как правило, пулемётами и другим стрелковым вооружением, редко более тяжёлым оружием.

## Отличия от других земляных фортсооружений
В отличие от блиндажа и землянки, предназначенных для размещения и отдыха личного состава, дзот предназначен для ведения из него огня.
Достоинства, в сравнении с ДОТом:
- быстрота сооружения дзота, позволяющая быстро организовывать их на подвижной линии обороны для повышения её стойкости;
- дешевизна строительства силами военнослужащих (зачастую строительство ДЗОТов дополнительно используют для учений или как наказание для личного состава) и лояльных им гражданских лиц без особого образования и затрат не-подручных ресурсов;
- при наличии леса, топоров и лопат изготавливается из простых, подручных средств (дерево, земля, камень), ему не нужен подвоз специальных стройматериалов.

Недостатки, в сравнении с ДОТом:
- при одинаковых с дотом размерах дзот обеспечивает более слабую защиту (только от пуль, осколков, малокалиберных мин и снарядов), поскольку при строительстве дзота используются менее прочные подручные строительные материалы;
- огнеопасность;
- недолговечность из-за меньшей водостойкости древесины, вследствие чего дзоты не могли использоваться для строительства долговременных укрепрайонов (к примеру, пограничных).

## Использование

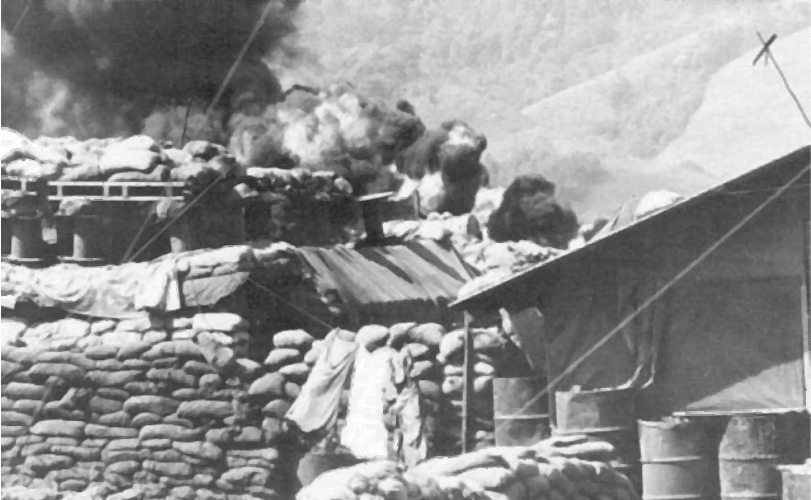
Укрытие из досок и мешков с землёй. Осада Кхесани, (вьетнамская война)

Первое столкновение советских войск с подобными сооружениями произошло в Зимнюю войну на линии Маннергейма. Основным способом борьбы с дотами и дзотами был избран артобстрел обнаруженных сооружений, для чего в районах предполагаемого расположения дотов и дзотов производилась разведка боем, провоцировавшая противника на открытие огня, за счёт чего командиры определяли местоположение огневых точек. Такой способ обнаружения и уничтожения огневых позиций был весьма затратным и в людях, и во времени, что снижало темп и эффективность наступления.
Во время Великой Отечественной войны пехота нередко самостоятельно пыталась справиться с дзотами, для чего организовывались штурмовые группы. Их задачей было постараться обойти дзот с флангов и забросать гранатами или уничтожить зарядом взрывчатки.
Нередко случались и попытки закрыть своим телом амбразуру дзота. Особенно много таких случаев произошло после публикаций о подвиге Александра Матросова. В общей сложности их насчитывается около 400.
В современных локальных конфликтах, например в Чечне, произошло возрождение примитивных фортификационных сооружений, в том числе и дзотов, особенно при сложном рельефе местности. Современный аналог дзотов — блокпосты из стандартных строительных бетонных блоков, совмещающие достоинства дзотов и дотов.